# Proterorhinus semilunaris
Proterorhinus semilunaris е вид лъчеперка от семейство Попчеви (Gobiidae).

## Разпространение
Видът е разпространен в Австрия, Босна и Херцеговина, България, Гърция, Молдова, Нидерландия, Румъния, Словакия, Сърбия, Турция, Украйна, Унгария и Хърватия.